# Boulevard de Rochechouart
Boulevard de Rochechouart è una strada di Parigi del IX arrondissement che collega il boulevard de Magenta con boulevard Barbès.

## Etimologia
Come la vicina strada omonima, questa via deve il suo nome a Marguerite de Rochechouart de Montpipeau (1665-1727), badessa di Montmartre.

## Storia
La via si trovava a cavallo della cinta daziaria di Parigi: quello che oggi è unicamente il boulevard Rochechouart in realtà un tempo era formato da diverse vie che per l'appunto si trovavano sia esternamente (boulevard des Poissonniers e boulevard de Rochechouart) che internamente (chemin de ronde des Poissonnières, place de la barrière de Rochechouart, chemin de ronde de Rochechouart).

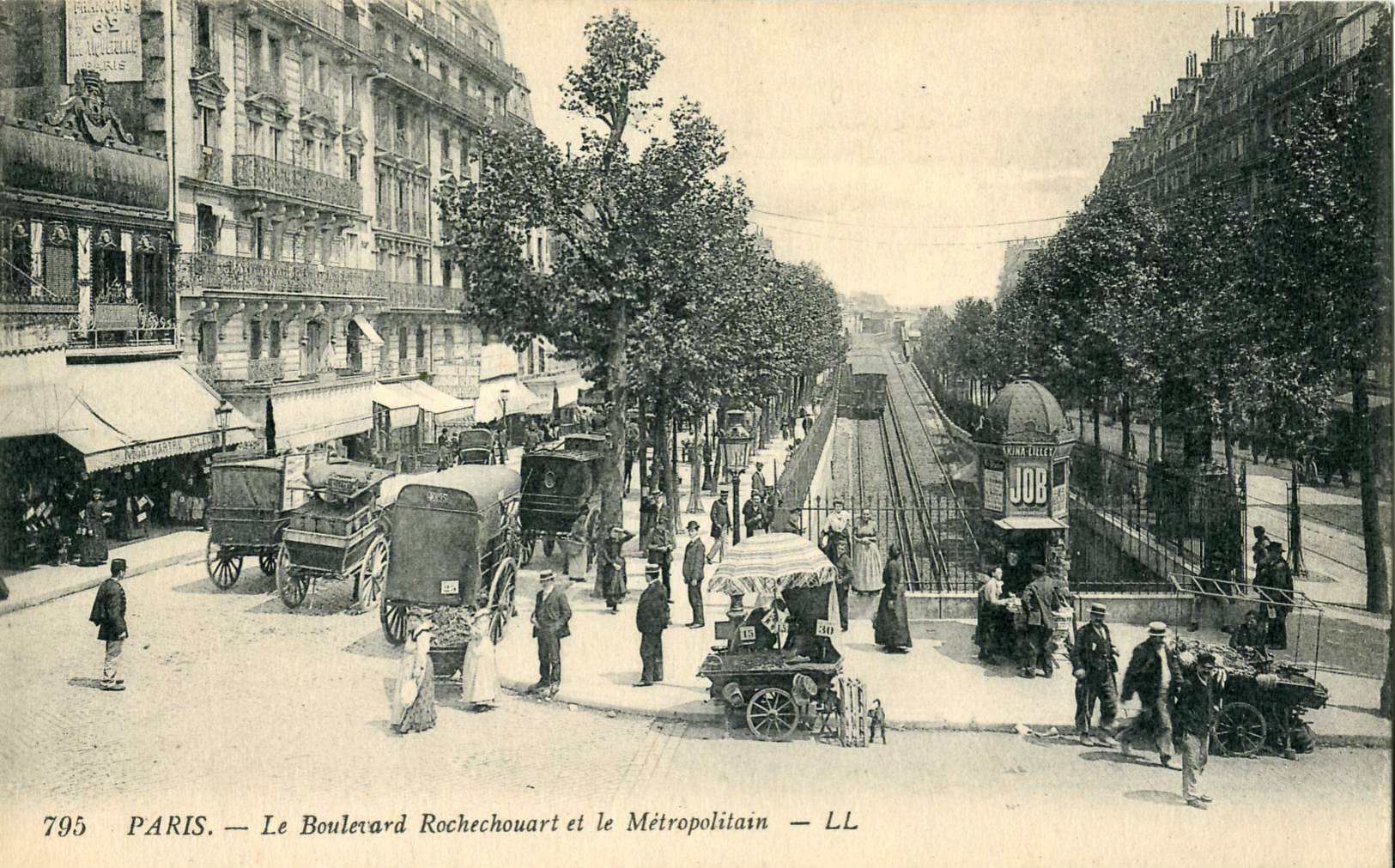
Le boulevard, all'inizio del XX secolo.
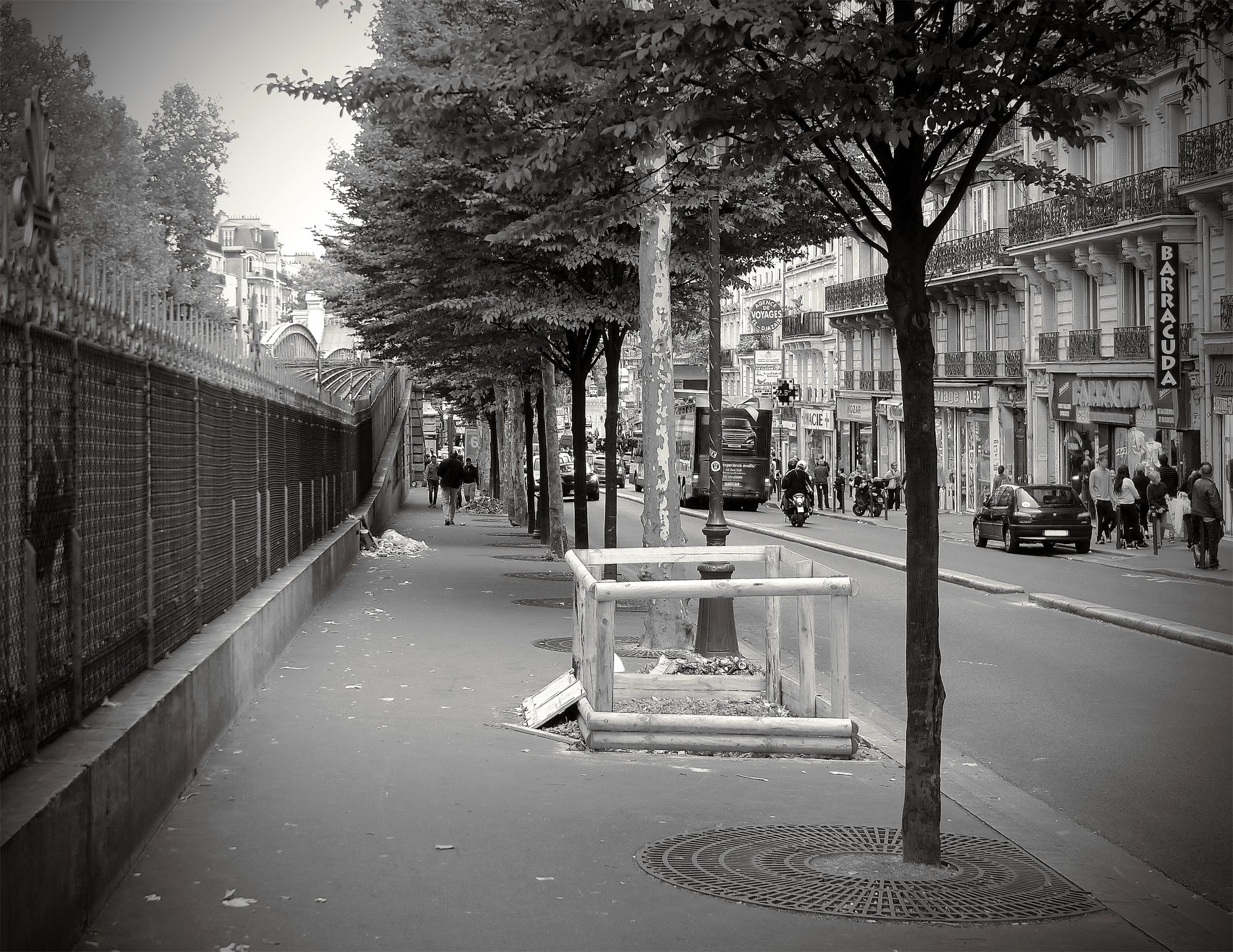
Il boulevard lungo la metro 2.
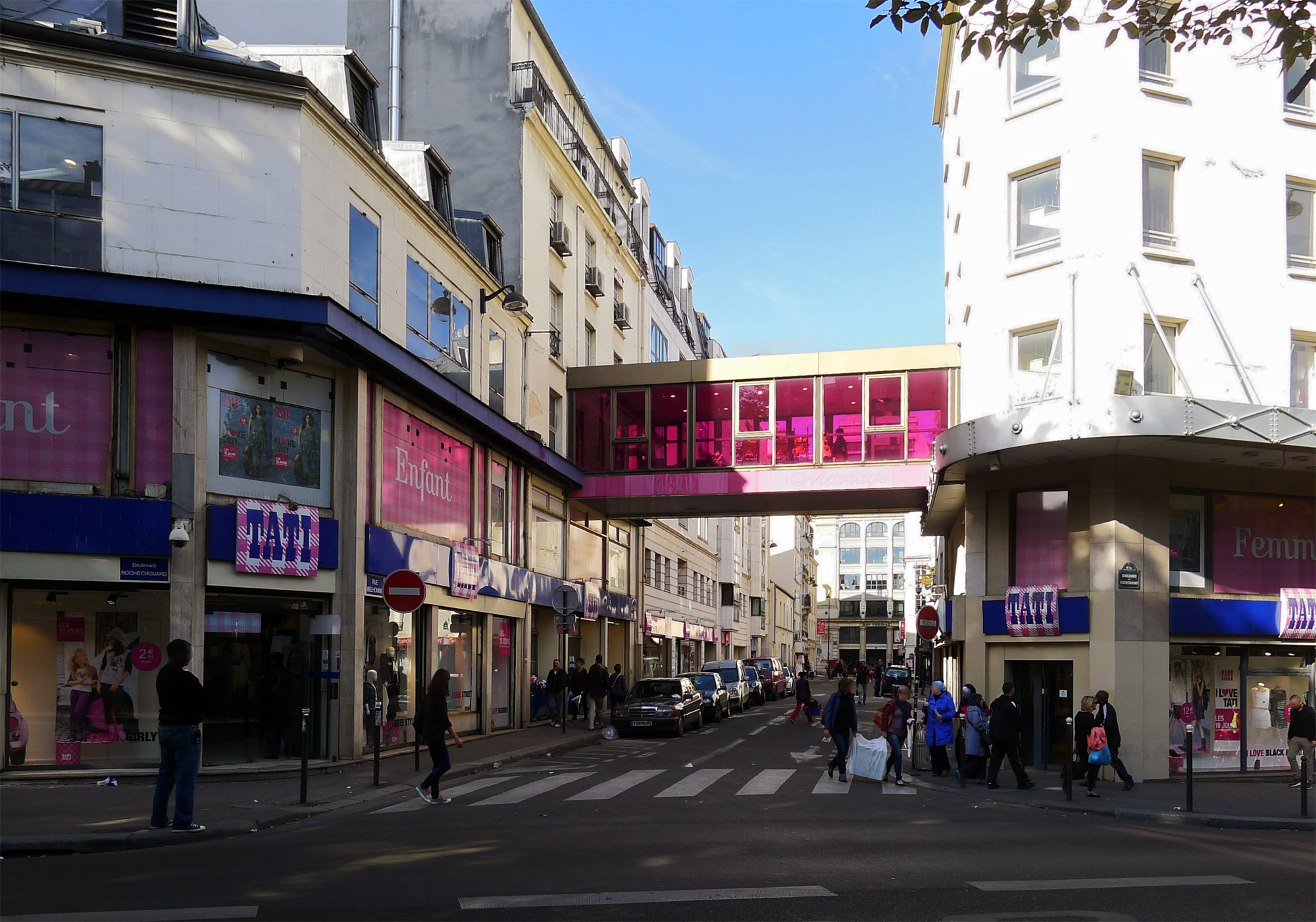
Il Boulevard al livello di rue Belhomme.
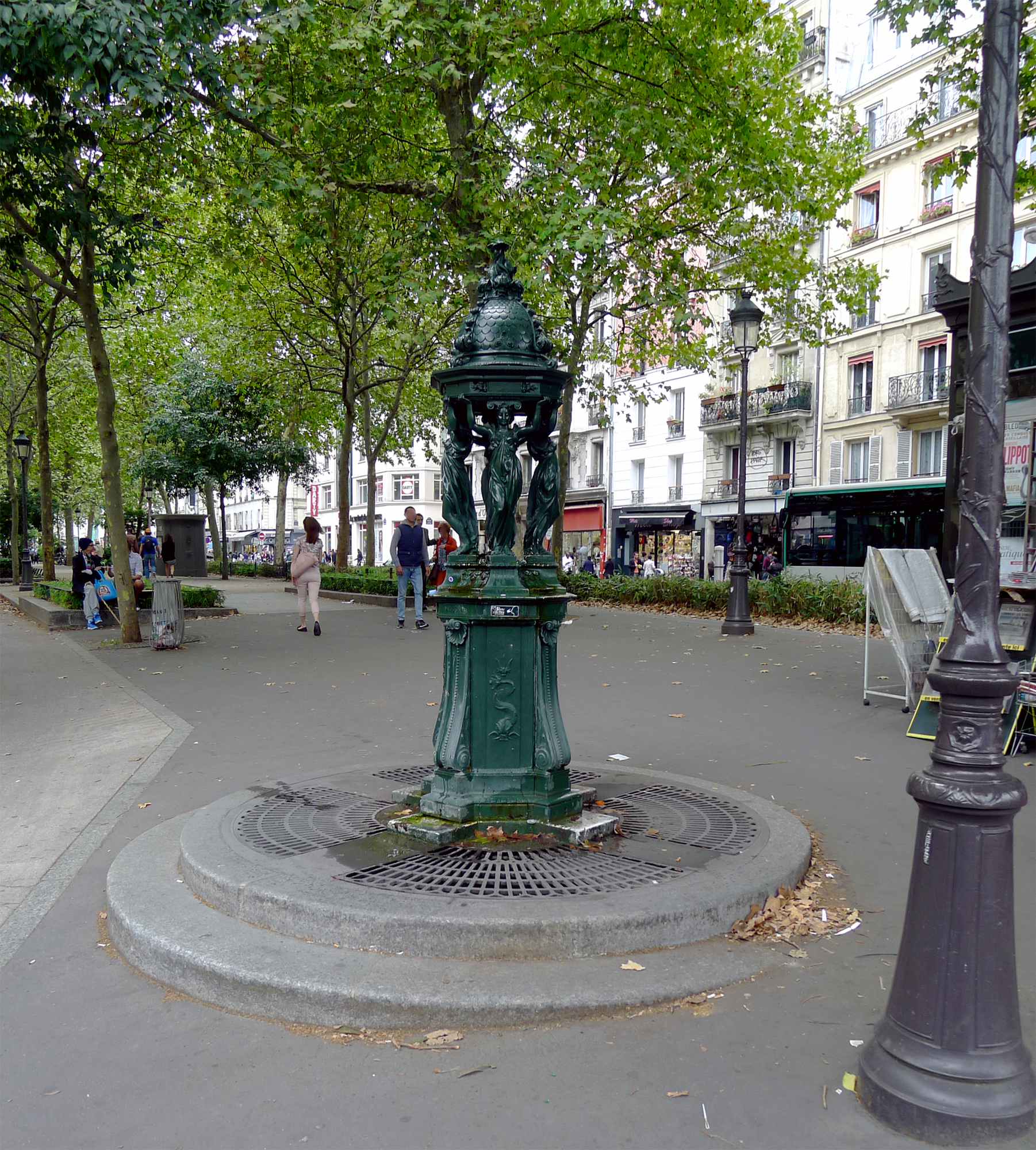
Fontaine Wallace.

## Edifici notevoli
- In questa via, il pittore Adolphe-Félix Cals (1810-1880) ebbe un appartamento sino alla propria morte nel 1880[1].
- n.9 bis: luogo di una celebre casa di tolleranza parigina, succeduta a quella che si trovava al n.108 di Boulevard de Magenta.
- n.13: sede dell'UNL alla sua creazione.
- n.15: luogo dell'antico teatro de la Gaîté-Rochechouart.
- n.23: l'attore Jean Gabin nacque qui.
- n.29: il pittore Gustave Caillebotte ebbe qui un suo studio.
- n.35: Eugène Berthelon (1829-1916), pittore dell'École de Barbizon, s'installò qui verso il 1900 e vi rimase sino alla propria morte[2].
- n.45: luogo dell'antico mattatoio di Montmartre, poi del collegio Rollin (1876) ed attualmente del lycée Jacques-Decour.
- n.55: hotel Carlton's Montmartre, antico Hôtel Charleston (costruito nel 1928-1929). Venne frequentato dalle celebrità del music-hall come Maurice Chevalier, Joséphine Baker e Mistinguett. Il locale notturno dell'hotel, di stile giapponese, esiste tutt'oggi col nome di « Mikado ». Durante la Seconda Guerra mondiale, l'hotel venne occupato dagli ufficiali della marina tedesca. Venne ribattezzato Carlton’s negli anni '50. Nel 1968, la proprietà attuale trasformò le originarie 150 camere in 111 camere moderne ed appartamenti. Il Charleston aveva inoltre dei dipinti del pittore Ernest Hébert che si trovano oggi al musée Hébert di La Tronche ed al musée Hébert di Paris[3].
- n.57: il polemista Henri Rochefort abitò qui
- n.57 bis: qui abitò la sciantosa Eugénie Buffet.
- n.63: vecchio Cirque Fernando, divenuto Cirque Medrano, installato all'angolo con rue des Martyrs nel 1873. Distrutto nel 1973 venne rimpiazzato da un immobile con abitazioni e da un supermercato.
- n.66: il compositore Gustave Charpentier abitò qui per sessant'anni.
- n.74: il pittore Ernest Quost abitò qui.
- n.80: luogo del teatro dell'Élysée-Montmartre, attuale Le Trianon.

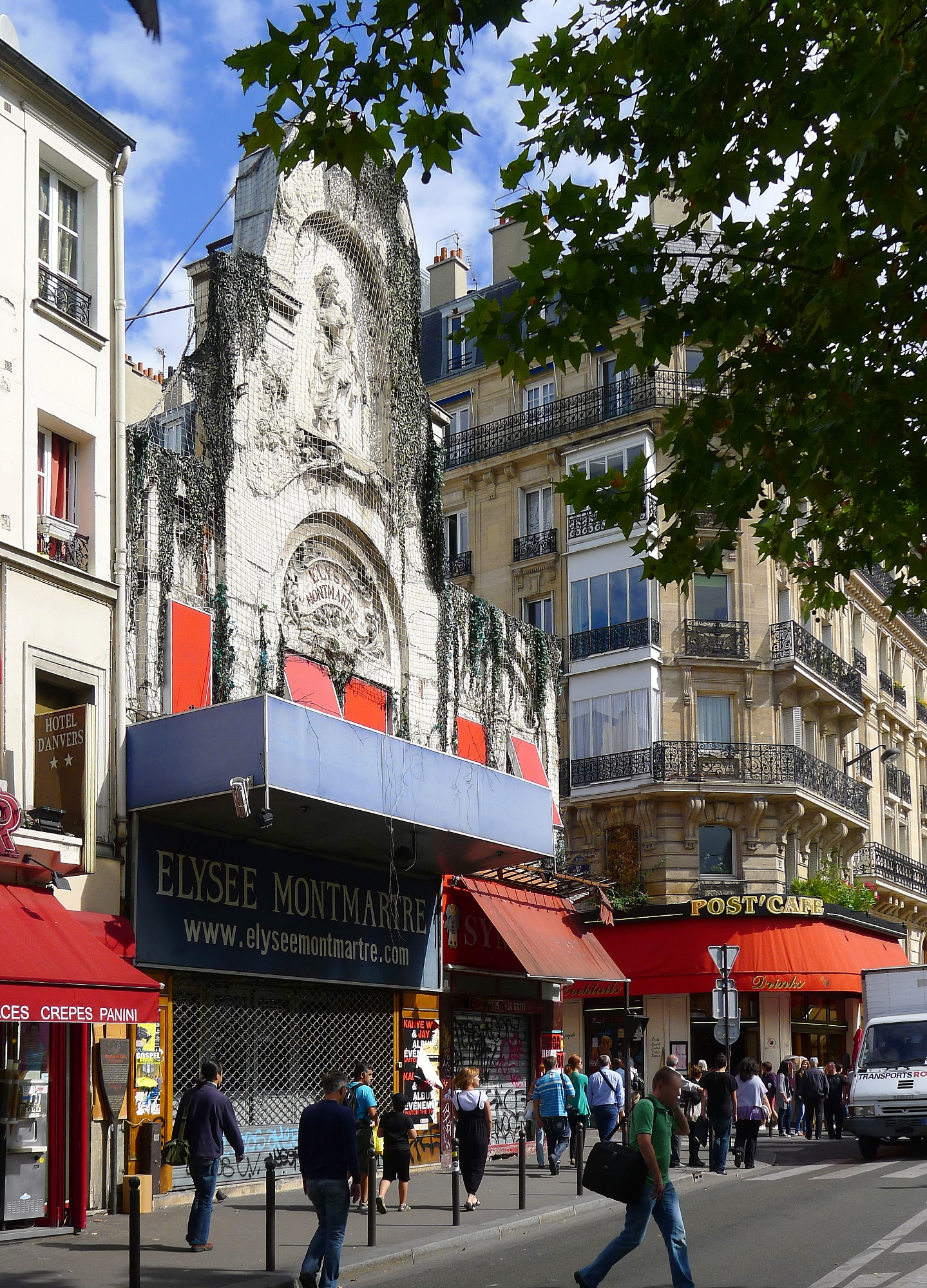
Il boulevard all'altezza del n.72 (l'Élysée-Montmartre).
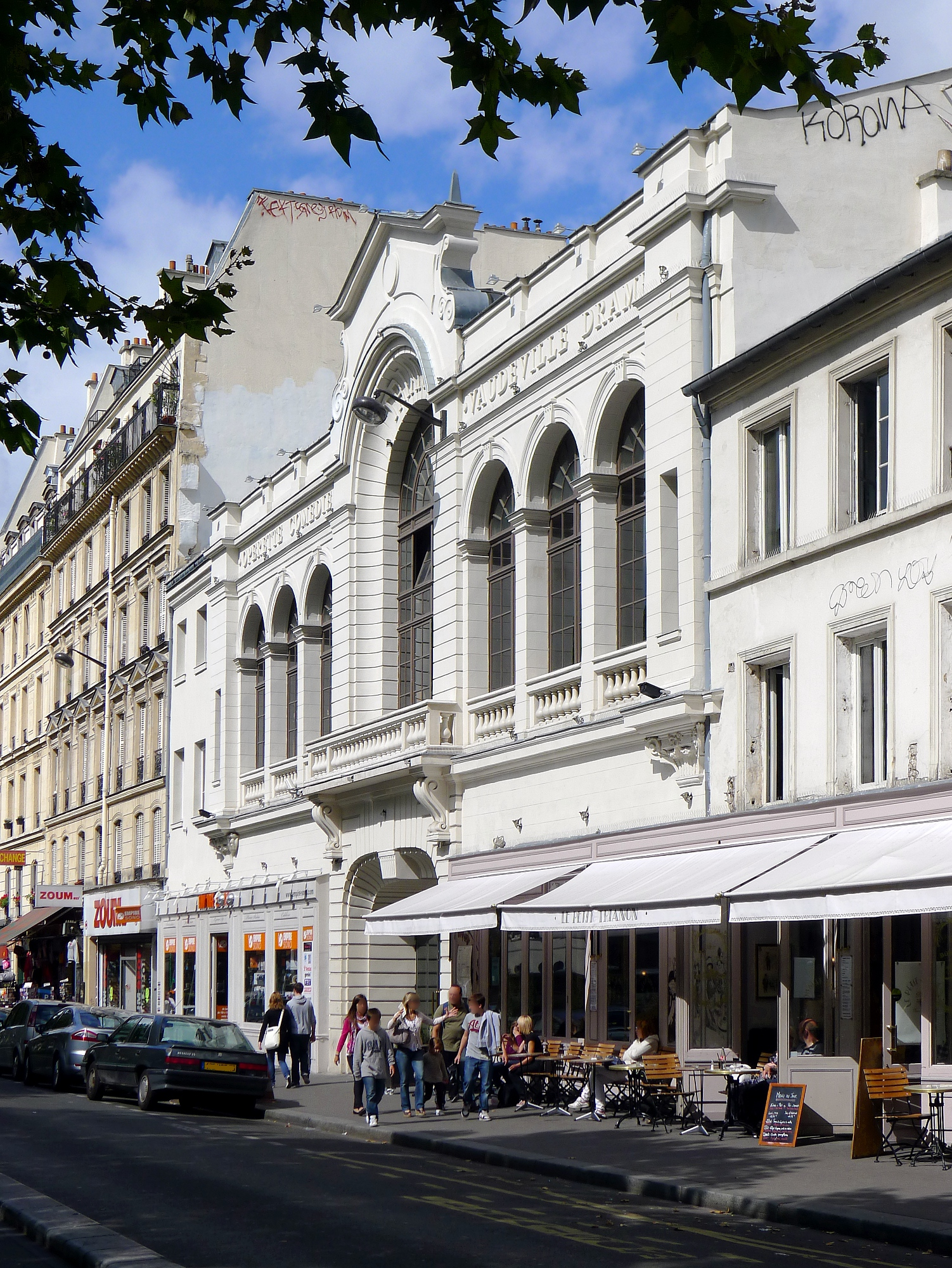
Il boulevard all'altezza del n.80 (le Trianon).

- n.84: luogo del cabaret Le Chat Noir aperto dal pittore Rodolphe Salis. Willette ne dipinse l'insegna. Salis accolse qui i principali pittori, artisti e pensatori del suo tempo a Parigi come Paul Verlaine, Jean Richepin, Alphonse Allais, Maurice Donnay, Jean Moréas, Jean Lorrain, Caran d'Ache, Gabriel Montoya e molti altri. Qui pubblicò Le Chat Noir illustrato da Willette. Le Chat Noir venne trasferito nel 1885 nell'attuale posizione in rue Victor-Massé. Aristide Bruant gli succederà con l'apertura del cabaret le Mirliton.
- n.120: sede del bal de la Boule-Noire, poi bal de Belle-en-Cuisses, fondato nel 1822 da un'amica di Paul Barras. Scomparve nel 1880 e venne rimpiazzato dal caffè-concerto La Cigale che ancora oggi ospita degli spettacoli).